# Modicogryllus maculatus
Modicogryllus maculatus är en insektsart som först beskrevs av Tokuichi Shiraki 1930.  Modicogryllus maculatus ingår i släktet Modicogryllus och familjen syrsor. Inga underarter finns listade i Catalogue of Life.